# Pseudicius eximius
Pseudicius eximius är en spindelart som beskrevs av Wesolowska, Russel-Smith 2000. Pseudicius eximius ingår i släktet Pseudicius och familjen hoppspindlar. Inga underarter finns listade i Catalogue of Life.